# 大橋ツヨシ
大橋 ツヨシ(おおはし つよし、1971年9月4日 - )は、日本の漫画家、絵本作家。静岡県浜松市出身。

## 経歴、作風、人物
1992年に竹書房新人月間賞を受賞。
1993年『世紀末なやつら』（まんがライフバラエティー2月号）にてデビュー。
デビューはしたが仕事の依頼は少なく、活動の場を拡げるために他社の新人賞にも応募。
1994年、第5回4コマフェスティバル（B.C.スペリオール／小学館）受賞。
1995年、第26回谷岡ヤスジ賞（まんが笑ルーム／少年画報社）受賞。
デビュー時から、フキダシの中の「写植文字のセリフ」にさらに「描き文字でボケやツッコミのセリフ」を付け足すスタイルを多用。その当時ではほとんど見かけない表現であった。
富士山頂でのサイン会を2006年、2008年、2009年の3回行う。3回のサイン会で来たのは1人。
影響を受けた作家は、二階堂正宏、谷岡ヤスジ、鴨川つばめ。
谷岡ヤスジからは、大橋が文藝春秋漫画賞を受賞した時に「谷岡ヤスジ賞出身作家が文藝春秋漫画賞を受賞した!大橋君おめでとう!」と「まんが笑ルーム」（1998年8月号）誌面を通じて言葉をもらった。
榎本俊二著『思ってたよりフツーですね』2巻の第23話に登場する。
2019年（令和元年）から絵本作家としても活動を開始。
2021年、Twitterアカウントを開設。

## 作品リスト

### 単行本作品
- かいしゃいんのメロディー（全7巻／1996～2003／竹書房）
- びいだまくん（全1巻／1998／少年画報社）
- るすばんの達人(全1巻／1999／竹書房）
- 喜怒愛楽一家（全1巻／2001／竹書房）
- プ～一族（全4巻／2001～2004／竹書房）
- 極楽大将（全1巻／2001／竹書房）
- エレキング（全15巻／2001～2011／講談社）
- びいだまくん（全2巻／2001／竹書房版）
- ストレンジパラシュート（全1巻／2002／エンターブレイン）
- けものへん（全1巻／2004／ぶんか社）
- かいしゃいんのメロディー 残業編（2005／竹書房）
- ねこたん。（全3巻／2014～2016／講談社）大橋つよし名義
- オハヨー！ 半世紀高校（全2巻／2017～2018／講談社）

### 文庫本作品
- かいしゃいんのメロディー（全4巻／2009／竹書房）

### その他の作品
- 月夜のけだもの（1998／青林堂「ガロ」）

※『びいだまくん』2巻（竹書房版）に収録。原作は宮沢賢治。
- ばらあど町（1998／小学館）

※『かいしゃいんのメロディー 残業編』に収録。
- ガーデンシティライフ（1999／文藝春秋）

※『喜怒愛楽一家』1巻に収録。
- ホコテン（数回描き下ろし／竹書房）

※『かいしゃいんのメロディー』（文庫版）に収録。
- 藤原でございます（1996／リイド社）

※『びいだまくん』（少年画報社版）に一部収録。

### 単行本未収録作品
- 世紀末なやつら（竹書房）
- キャラメル三銃士（竹書房）
- 公園通り幼稚園の若大将（竹書房）
- はっぴーまん（小学館）
- 壁に耳あり障子にメアリー（小学館）
- うずら谷くん（竹書房）
- 麻やん（竹書房）
- 藤原でございます（竹書房「スポコミ」版）
- マスク ド とうちゃん（2005／スクエアエニックス）
- ライフ、ライク、ライブ！（201３／スクエアエニックス）
- 色は匂へど（2013／講談社）
- ぽてさら大サーカス（2015／竹書房）
- 4コマ漫画を連載（1998～1999／旺文社「蛍雪アルシェ」)
- 4コマ漫画を連載（2001～2014／朝日新聞出版「AERA」）

### DVD
- エレキング ジ アニメーション（2008／トライネットエンタテインメント）

### イラスト
- 月刊「まんがライフ」ホロスコープイラスト（2000～2018／竹書房）
- ＥＮＧＩＮＥ（2004／新潮社）
- ＥＮＧＩＮＥ（2005／新潮社）
- 朝日新聞一面広告（2007／サンスター）
- 端田晶「もっと美味しくビールが飲みたい！」（2008／講談社）
- 端田晶「とりあえずビール！」（2009／講談社）
- ＫＣデラックス『鉄本』（2009／講談社）
- 下條一郎『強い会社は総務力で創る』（2014／竹書房）

### 絵本
- 『ありさんありさんどこいくの？』（2019／双葉社）